# Gabriel Mendy

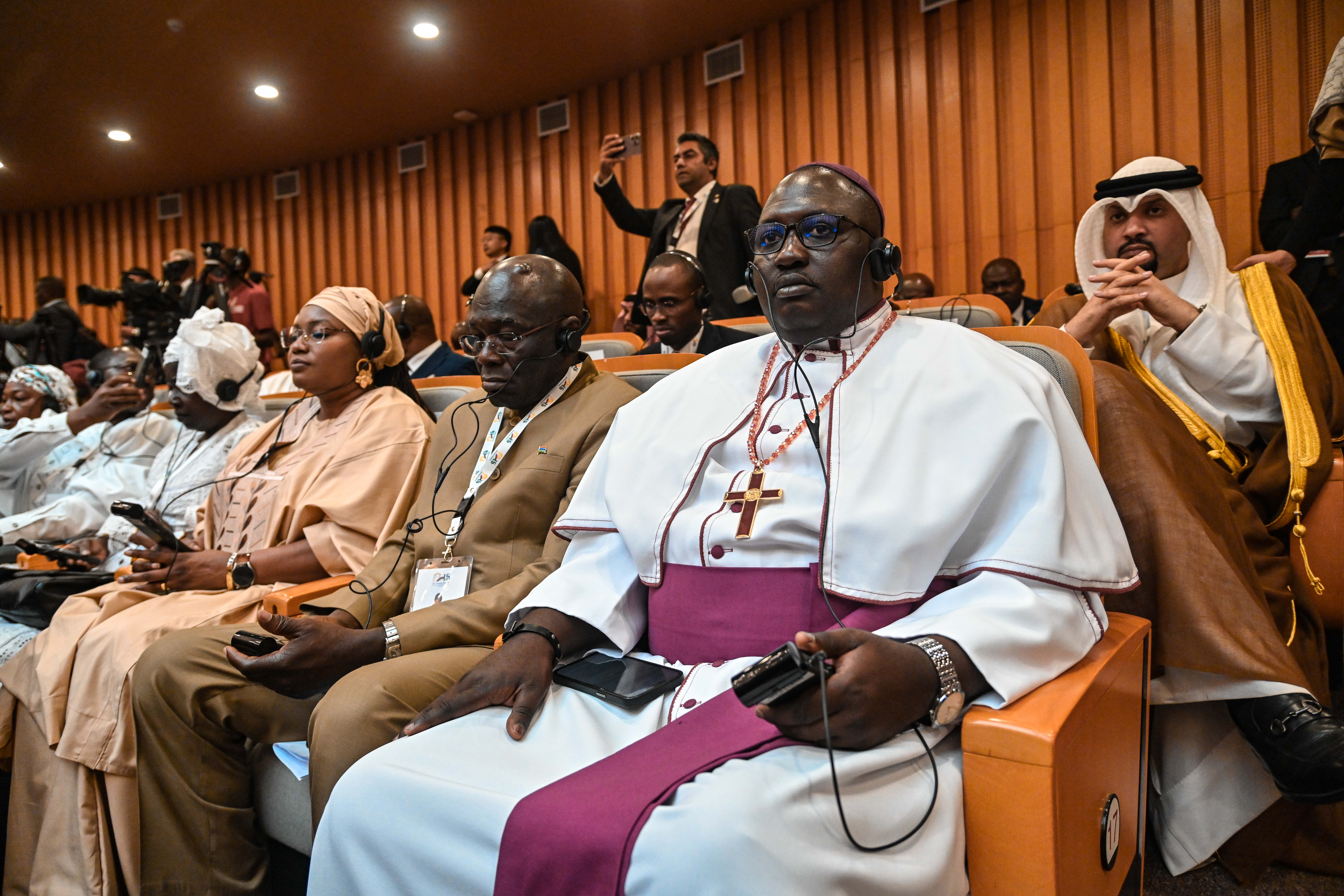
Gabriel Mendy (2024)

Gabriel Mendy CSSp (* 9. April 1967 in Lamin, West Coast Region, Gambia) ist ein gambischer Ordensgeistlicher und römisch-katholischer Bischof von Banjul.

## Leben
Gabriel Mendy besuchte die St. Peter’s Technical and Senior Secondary School in Lamin. Anschließend trat er der Ordensgemeinschaft der Spiritaner bei und absolvierte von 1985 bis 1987 das Postulat und das Noviziat. Von 1987 bis 1990 studierte Mendy Philosophie in Nsukka. Im Anschluss daran folgte ein einjähriges pastorales Praktikum in der Pfarrei Holy Trinity im Bistum Kenema in Sierra Leone. 1993 erwarb Gabriel Mendy an der Duquesne University in Pittsburgh den Bachelor im Fach Philosophie. Von 1993 bis 1997 studierte er Katholische Theologie an der Spiritan International School of Theology in Enugu in Nigeria.
Am 31. August 1996 legte Gabriel Mendy die ewige Profess ab und am 15. November 1997 empfing er das Sakrament der Priesterweihe. Von 1997 bis 1998 war Mendy in den Pfarreien St. Peter, St. Theresa und St. Martin in Freetown tätig. Anschließend unterrichtete er bis 2002 am Priesterseminar in Kenema. Zudem war er Pfarrer der Pfarrei Holy Trinity. 2002 wurde Mendy Pfarrer in Pendembu. Von 2004 bis 2009 studierte er erneut an der Duquesne University in Pittsburgh, wo er 2009 im Fach Systematische Theologie promoviert wurde. Anschließend war er ein Jahr als Pfarrvikar in der Pfarrei Our Lady Star of the Sea in New York City tätig.
Seit 2010 war Gabriel Mendy Professor für Ekklesiologie, Fundamentaltheologie und Liturgik an der Spiritan International School of Theology in Enugu. Zudem war er seit 2011 Vizerektor dieses Institutes.
Am 30. November 2017 ernannte ihn Papst Franziskus zum Bischof von Banjul. Der Erzbischof von Freetown, Edward Tamba Charles, spendete ihm am 3. Februar 2018 die Bischofsweihe; Mitkonsekratoren waren der emeritierte Bischof von Banjul, Robert Patrick Ellison CSSp, und der Bischof von Sekondi-Takoradi, John Bonaventure Kwofie CSSp. Die Amtseinführung erfolgte einen Tag später.